# حرائق غابات منغوليا 2022
حرائق غابات منغوليا 2022 في عام 2022 عانت منغوليا عددًا تاريخيًا من حرائق الغابات. بحلول أغسطس أفيد أن أكثر من مليون هكتار من الأراضي قد احترقت. عدد حرائق الغابات أعلى بنسبة 73٪ من فترة عام 2021.